# Ikūnum
Ikūnum war nach der assyrischen Königsliste der 34. König von Assyrien in altassyrischer Zeit. Er folgte als fünfter König in der Puzur-Aššur-Dynastie auf seinen Vater Ērišum I. und regierte 14 Jahre (1870 bis 1857 v. Chr. bzw. 1934 bis 1921 v. Chr.).
Nach einer unter seinem Nachfolger Salmānu-ašarēd III. in Assur angebrachten Inschrift, tat er sich durch umfangreiche Bauarbeiten in Aššur an der Stadtmauer und am Tempel der Ereškigal hervor. Im Übrigen setzte er das Werk seines Vaters beim Ausbau und als Beschützer der assyrischen Handelsniederlassungen in Kleinasien fort. Bezeugt ist das vor allem durch mehrere zu seiner Zeit verfasste Keilschrifttafeln in der Niederlassung Kaniš, der heutigen Unterstadt der Ausgrabungsstätte Kültepe in der Türkei. Aus Funden von dort stammt auch die seine Regierungszeit vollständig erfassende Eponymenliste. Ein Verzeichnis, in welchem die Namen der jeweils für ein Jahr ernannten höchsten Beamten (līmu) festgehalten sind.